# الشاوي
الشاوي أو شاوي في اللغة العربية هو المنسوب إلى الشاء وهي جمع شاة أي الذي يربي الشاة ويرعاها، والشاة هي الغنم.
والشوايا مصطلح واسع حديث يطلق على البدو الذين يقتنون الغنم بنسبة أكبر من اقتنائهم للإبل بخلاف البدو الرحل وتكون بذلك نجعتهم وترحالهم قصيرة بحدود 200 إلى 400 كيلومتر. ويعتبرون المرحلة الوسطى من مراحل تحضر البدو،  وهم أهل خيل وإبل وحلٍّ وترحال وضرب وطعن.

## النبي محمد والأنبياء من رعاة الغنم
عَنْ أَبِي هُرَيْرَةَ رَضِيَ اللَّهُ عَنْهُ، عَنِ النَّبِيِّ صَلَّى اللهُ عَلَيْهِ وَسَلَّمَ قَالَ: «مَا بَعَثَ اللَّهُ نَبِيًّا إِلَّا رَعَى الغَنَمَ»، فَقَالَ أَصْحَابُهُ: وَأَنْتَ؟ فَقَالَ: «نَعَمْ، كُنْتُ أَرْعَاهَا عَلَى قَرَارِيطَ لِأَهْلِ مَكَّةَ» (صحيح البخاري)

## النبي محمد يمدح الشوايا أهل الغنم
عن أبي هريرة رضي الله أن النبي صلى الله عليه وسلم قال : أتاكم أهلُ اليمنِ، هم أرقُّ أفئدةً وألينُ قلوبًا، الإيمانُ يَمانٌ والحكمةُ يمانيةٌ، والفخرُ والخُيَلاءُ في أصحابِ الإبلِ، والسَّكينةُ والوقارُ في أهلِ الغنمِ . (متفق عليه).
وكذلك عن عبد الله بن صعصعة قال : أن أبا سعيد الخدري قال له : إني أراكَ تُحِبُّ الغنمَ، وتتَّخذها، فأَصْلِحْهَا وأَصْلِحْ رُعَامَهَا، فإني سمعتُ النبيَّ صلَّى اللهُ عليهِ وسلَّمَ يقولُ : ( يأتي على الناسِ زمانٌ، تكونُ الغنمُ فيهِ خيرُ مالِ المسلمِ، يتَّبِعُ بها شعفَ الجبالِ، أو سعفَ الجبالِ، في مواقعِ القطرِ، يفِرُّ بدِينِهِ من الفتنِ )(رواه البخاري)